# Get Your Wings
Get Your Wings – drugi album studyjny amerykańskiego zespołu rockowego Aerosmith.
Wydany w marcu 1974 roku. Jest to pierwszy album grupy wydany z pomocą producenta Jacka Douglasa. Kolejne trzy albumy studyjne Aerosmith również produkował Douglas. Album uhonorowany jest potrójną platyną przez RIAA. Z okładki albumu pochodzi skrzydlate logo zespołu, używane w późniejszych czasach jako znak rozpoznawalny grupy.

## Lista utworów
| 1. | "Same Old Song And Dance"  | 3:53  |
|    |                            |       |
| 2. | "Lord Of The Thighs"       | 4:14  |
|    |                            |       |
| 3. | "Spaced"                   | 4:22  |
|    |                            |       |
| 4. | "Woman Of The World"       | 5:49  |
|    |                            |       |
| 5. | "S.O.S. (Too Bad)"         | 2:51  |
|    |                            |       |
| 6. | "The Train Kept A-Rollin'" | 5:33  |
|    |                            |       |
| 7. | "Seasons Of Wither"        | 5:39  |
|    |                            |       |
| 8. | "Pandora's Box"            | 5:43  |
|    |                            |       |
|    |                            | 38:04 |
|    |                            |       |

## Informacja o utworach
Same Old Song And Dance
- Utwór ten pojawił się w Guitar Hero III: Legends of Rock. Jako jedyny utwór z albumu dostał się na 54. miejsce na liście Billboard Hot 100.

Lord Of The Thighs
- Po tym jak zespół zdecydował się, aby na albumie znalazła się jeszcze jedna piosenka, muzycy zamknęli się w sali prób i stworzyli kolejny utwór. Narrator jest alfonsem, który zatrudnia zauważoną na ulicy, młodą kobietę, do prostytucji. Tyler gra na fortepianie. Perkusyjny wstęp Kramera jest podobny do wstępu w późniejszym, o rok, utworze Walk This Way.

Woman of the World
- Utwór skomponowany jest przez Tylera i jego zespół z czasów młodzieńczych The Strangeurs.

S.O.S. (Too Bad)
- To proto-punkowa piosnka. Podkreśla przyszłe cechy muzyki punkowej.

Train Kept A-Rollin'
- To klasyczny utwór Tiny'ego Bradshaw'a z 1951 roku, ponownie nagrana przez grupę The Yardbirds w 1965 roku, w wersji brytyjskiego bluesa. Aerosmith wzorowało się na wersji The Yardbirds. Jest ona grana do dziś i najczęściej używana jest jako utwór kończący koncerty grupy. Pomimo sprzeciwu zespołu, producent grupy, Jack Douglas umieścił w nagraniu echo oraz odgłosy tłumu z Koncertu na rzecz Bangladeszu z 1971 roku. Utwór pod koniec blaknie, aby przejść w kolejną piosenkę albumu.

Seasons Of Wither
- Jest to spokojna ballada, posiada inny charakter niż reszta albumu. Był inspirowany krajobrazami stanu Massachusetts w okresie zimowym.

Pandora's Box
- Jest to pierwsza piosenka Joeya Kramera. Napisana na znalezionej na wysypisku śmieci, używanej gitarze. Piosenka nawiązuje do utworów w stylu Soul z lat 60 i 70.

## Notowania
Album – Billboard (Północna Ameryka)
| Rok  | Notowanie     | Pozycja |
| ---- | ------------- | ------- |
| 1974 | Billboard 200 | 70      |

Single – Billboard (Północna Ameryka)
| Rok  | Singiel                   | Notowanie             | Pozycja |
| ---- | ------------------------- | --------------------- | ------- |
| 1974 | "Same Old Song And Dance" | The Billboard Hot 100 | 54      |

## Wyróżnienia
| Organizacja   | Wyróżnienie | Data              |
| ------------- | ----------- | ----------------- |
| RIAA – USA    | Złoto       | 18 maja 1975      |
| CIA – Kanada  | Złoto       | 1 listopada 1976  |
| CRIA – Kanada | Platyna     | 1 maja 1979       |
| RIAA – USA    | Platyna     | 21 listopada 1986 |
| RIAA – USA    | 2X Platyna  | 21 listopada 1986 |
| RIAA – USA    | 3X Platyna  | 26 lutego 2001    |